# Джаббари, Рейхане
Рейхане Джаббари (перс. ریحانه جباری‎; ок. 1988 — 25 октября 2014, Кередж, Альборз, Иран) — иранская женщина, казнённая путём повешения по приговору суда за убийство Муртазы Абдул-Али Сарбанди.

## Биография
Рейхане, которой в момент совершения преступления было 19 лет, утверждала, что 47-летний Муртаза Сарбанди напал на неё, пытаясь изнасиловать, и она убила его в ходе самообороны. Несмотря на усилия адвокатов, протест со стороны мирового сообщества и даже заступничество прокуратуры, Джаббари была повешена спустя семь лет после совершённого убийства.  Родственники девушки не смогли остановить казнь Рейхане.
Международная амнистия и ряд правозащитников выразили жёсткий протест по поводу совершённой казни. От лица США с резкой критикой происшедшего в Иране выступила официальный представитель Государственного департамента Джен Псаки.

## В культуре
В 2023 году вышел документальный фильм Семь зим в Тегеране о судьбе Рейхане Джаббари.